# Quaraí
Quaraí (originalmente Quarahy) é um município brasileiro do estado do Rio Grande do Sul. Localiza-se a uma latitude 30º23'15" sul e a uma longitude 56º27'05" oeste, estando a uma altitude de 112 metros, distando de 595 quilômetros da capital estadual, Porto Alegre, e 2320 quilômetros da capital nacional, Brasília. Com uma população estimada em quase 24 mil habitantes, é um dos maiores municípios gaúchos em área territorial, fazendo parte da Região da Fronteira Oeste do Rio Grande do Sul, destacando-se na pecuária (bovinos e ovinos), na produção de arroz e no comércio, sendo este destaque.

## Etimologia
A palavra Quaraí é uma composição de origem indígena que na língua tupi significa: "Rio das Garças", ou ainda "Rio do Sol". Antigamente na língua portuguesa a cidade se escrevia Quarahy, mas se pronunciava da mesma maneira que a atual.

## História

### Ocupação Pré-colombiana & Pré-cabralina
Antes da chegada dos portugueses no Brasil, a ocupação do município era predominantemente Indígena. Os chamados Charruas habitavam esta região dos pampas.

### Período colonial
Alternando-se a sua posse, várias vezes, entre Portugal e Espanha. A fixação dos limites, que situava, no lado espanhol as Missões Orientais, e no português a Colônia do Sacramento (fundada em 1680), não satisfez as partes litigantes, dando início às lutas cisplatinas.

### Período Joanino & Imperial Bragantino (Monarquia dos Bragança)
Por volta de 1817, o Príncipe Regente do Brasil, Dom João VI, concedeu a José Joaquim de Melo, uma sesmaria em local onde hoje se encontra a cidade. Três anos depois, aquela área foi comprada por João Batista de Castilhos, denominando-se, desde essa época, "Passo do Batista" o trecho do rio Quaraí em que mais tarde surgiram a cidade do mesmo nome e a de Artigas, na margem uruguaia. Entre 1835 e 1844, o território foi teatro de inúmeros combates por se ter incorporado  ao grupo republicano durante a Revolução Farroupilha. Quando, em 1852, o Governo uruguaio determinou a fundação de San Eugenio, atual cidade de Artigas no Uruguai, o governo brasileiro apressou-se em fortificar a margem direita, para onde destacou uma guarnição militar sob o comando do Tenente-Coronel Simeão Francisco Pereira. Ao inspecionar a fortificação, em 1858, o Coronel José Vitório Soares Andrea, a pedido do comandante Simeão, mandou levantar a planta do terreno e traçou o projeto da futura povoação de Quaraí. Em conseqüência, a 15 de dezembro do ano seguinte, foi criada a freguesia de São João Batista de Quaraí. O distrito foi criado pela Lei provincial n.º 442, de 15 de dezembro de 1859, com território desmembrado do município de Alegrete. A Lei provincial n.º 972, de 8 de abril de 1875, criou o município, que foi instalado a 6 de outubro do mesmo ano.

### Período republicano (criação)
O Ato n.º 149, de 26 de março de 1890, elevou a sede municipal à categoria de cidade.

### História da criação do município
- Freguesia: a lei provincial nº 442 de 15 de dezembro de 1859. Criava no 2º Distrito de Alegrete, a Freguesia de São João Batista de Quaraí. O 1º Vigário foi o Padre Augusto Martins da Cruz Jobim, apresentando por Carta Imperial, de 17 de janeiro de 1858 e, confirmado canonicamente em 25 de março de 1863. Na época o Passo do Batista, local conhecido por esta denominação a atual cidade de Quaraí, tinha um oratório com a imagem de São João Batista no local onde hoje é a Igreja Matriz. A referida imagem veio da Bahia e era pintada a ouro. Foi encomendada por João Batista de Castilhos. Ao lado deste oratório ficava a casa, com teto de capim, que pertencia ao Capitão Bernardo José Maurício de Souza, na qual o Padre de Alegrete celebrava missas e batizados, quando vinha visitar a povoação[6]
- Vila: a freguesia de São João Batista do Quaraí é elevada a condição de vila, por lei nº 972 de 8 de abril de 1875. Esta data assinala a emancipação do 4º Distrito de Alegrete, assim designado desde o ano de 1871. A instalação do poder legislativo registrada em 16 de outubro de 1875 é que realmente transforma Quaraí em vila. A lei imperial de 1 de outubro de 1828 estabelecia que as cidades teriam 9 vereadores e as câmaras das vilas seria seria de 7 membros, também atribuía ao mais votado o direito de exercer a função de poder executivo[6]
- Cidade: o ato nº 150 de 26 de março do ano de 1890, transforma a vila de São João Batista do Quaraí em cidade. A presença dos poderes executivo e judiciário além do já existente legislativo é que dão condições para a vila elevar-se a categoria de cidade. O 1º Prefeito de Quaraí foi Francisco de Macedo Couto, que renunciou ao mandato de 4 anos, em 1892, por motivos políticos. Era eminente a eclosão do movimento revolucionário, que realmente iniciou em 5 de fevereiro de 1893, após a conclamação de Joca Tavares, em Bagé e que ficou na história com o nome de Revolução Federalista. Como legado desta revolução ficou em Quaraí a figura do maragato, que por um século é o santo popular de Quaraí. Seu heroísmo virou lenda e aumentou a devoção, principalmente dos menos favorecidos socialmente[6]

## Geografia
Quaraí faz parte do bioma dos pampas, sendo a maioria do território do município constituída por campos, por fazer parte da Mesorregião do Sudoeste Rio-Grandense, mais conhecida pelos gaúchos como região da campanha; Quaraí tem em seu território, elevações altas e baixas, Quaraí ainda possui em sua geografia uma grande presença de água, dando destaque para o rio quaraí (afluente do rio Uruguai), e arroios, como o Quaraí-Mirim; Quaraí também faz parte da área de proteção ambiental ibirapuitã com uma participação de 12,22%; os principais atrativos são o Cerro de Tarumã e o Morro das Caveiras.
Banhado pelo Rio Quaraí, afluente do rio Uruguai, que tem 351 km de extensão, o município de Quaraí, tem uma importância estadual, e até nacional por ser a cidade por onde passa este afluente do rio Uruguai, um dos mais importantes do país. Quaraí também é banhado pelo rio Ibicuí.

### Ruas e avenidas de Quaraí
Quaraí mesmo sendo uma cidade pequena, possui várias vias de destaque, entre elas temos a Avenida 7 de Setembro, juntamente com as ruas Cel. Miguel Corrêa, Ascânio Tubino, Avenida Artigas e Avenida Raul Pilla.

### Clima
O clima subtropical (Cfa, segundo Köppen) prevalece em Quaraí, mas com variações devido à geografia do município, na casa das médias anuais inferiores a 21°C, com amplitude térmica entre 9°C e 13°C. A cidade também é atingida por fortes geadas no inverno, quando a temperatura pode ficar abaixo dos 0°C, com sensações térmicas mais baixas ainda; O extremo posto do verão onde a temperatura também muitas vezes supera os 30 °C, sem contar a sensação térmica podendo ultrapassar os 50°C, que provoca chuvas entre 1.000 mm e 2.000 mm anualmente.
Quaraí também se caracteriza pela virada de tempo que acontece em várias épocas do ano, como veranicos e também os frios em dias do verão, com a ocorrência às vezes de temporais em certos meses da estação mais quente do ano. A ocorrência de neve é muito rara e aconteceu pouquíssimas vezes na história, mas as geadas ocorrem várias vezes durante o ano, exibindo temperaturas em muitas ocasiões abaixo de zero, ocasionando temperaturas semelhantes as mais famosas cidades europeias que muitas vezes dão à cidade destaque nacional.
Já foram vistos inúmeros episódios de precipitação acumulada de chuva em menos de uma hora em pontos isolados da cidade, como na zona norte estar chovendo e no centro ou na zona sul o tempo apenas estar fechado; Mas o comportamento corriqueiro das chuvas, é o seu acontecimento em toda a cidade levada a cabo pelo tamanho da cidade. Em alguns anos, sob outas influências se verificam enchentes em algumas regiões da cidade, como consequências do aumento dos níveis do rio Quaraí, sendo a última registrada em 2013; Temporais também são frequentes na "terra do frio e do calor".
Segundo dados do Instituto Nacional de Meteorologia (INMET), referentes ao período de outubro de 2007 a janeiro de 2025, a menor temperatura registrada em Quaraí foi de −6,3 °C em 8 de junho de 2012 e a maior atingiu 43,8 °C em 4 de fevereiro de 2025, sendo este o recorde de maior temperatura do Rio Grande do Sul. O maior acumulado de precipitação em 24 horas foi de 202,4 mm em 10 de abril de 2017. Outros acumulados iguais ou superiores a 100 mm foram: 145,4 mm em 22 de novembro de 2009, 142,2 mm em 23 de dezembro de 2015, 139,4 mm em 11 de novembro de 2013, 138,2 mm em 18 de dezembro de 2015, 122,2 mm em 18 de janeiro de 2019 e 107,2 mm em 21 de dezembro de 2014. A maior rajada de vento alcançou 33,6 m/s (121 km/h) em 11 de dezembro de 2012. O menor índice de umidade relativa do ar (URA) ocorreu na tarde do dia 8 de dezembro de 2017, de apenas 10%.
| Dados climatológicos para Quaraí                                                                                               | Dados climatológicos para Quaraí | Dados climatológicos para Quaraí | Dados climatológicos para Quaraí | Dados climatológicos para Quaraí | Dados climatológicos para Quaraí | Dados climatológicos para Quaraí | Dados climatológicos para Quaraí | Dados climatológicos para Quaraí | Dados climatológicos para Quaraí | Dados climatológicos para Quaraí | Dados climatológicos para Quaraí | Dados climatológicos para Quaraí | Dados climatológicos para Quaraí |
| Mês | Jan                              | Fev                              | Mar                              | Abr                              | Mai                              | Jun                              | Jul                              | Ago                              | Set                              | Out                              | Nov                              | Dez                              | Ano                              |
| --- | -------------------------------- | -------------------------------- | -------------------------------- | -------------------------------- | -------------------------------- | -------------------------------- | -------------------------------- | -------------------------------- | -------------------------------- | -------------------------------- | -------------------------------- | -------------------------------- | -------------------------------- |
| Temperatura máxima recorde (°C)                                                                                                | 42,4                             | 43,8                             | 39,9                             | 34,7                             | 32,8                             | 30,4                             | 30,8                             | 34                               | 36,6                             | 37,3                             | 37,7                             | 40,5                             | 43,8                             |
| Temperatura máxima média (°C)                                                                                                  | 31,5                             | 30,1                             | 28,5                             | 24,6                             | 21,1                             | 18,3                             | 18,2                             | 20,2                             | 21,7                             | 24,7                             | 27,2                             | 30,3                             | 24,7                             |
| Temperatura média (°C) | 25,5                             | 24,5                             | 23                               | 19,2                             | 15,9                             | 13,6                             | 13,5                             | 14,9                             | 16,3                             | 19,1                             | 21,3                             | 24,1                             | 19,2                             |
| Temperatura mínima média (°C)                                                                                                  | 19,5                             | 19                               | 17,6                             | 13,9                             | 10,8                             | 8,8                              | 8,8                              | 9,6                              | 10,8                             | 13,6                             | 15,4                             | 17,9                             | 13,8                             |
| Temperatura mínima recorde (°C)                                                                                                | 9,1                              | 6,4                              | 2,5                              | 1,2                              | −1,8                             | −6,3                             | −5                               | −5                               | −1,1                             | 2,6                              | 2,3                              | 6,1                              | −6,3                             |
| Precipitação (mm) | 132,5                            | 123,1                            | 133,6                            | 105,9                            | 107,5                            | 93,8                             | 92,5                             | 83,5                             | 117,6                            | 140,5                            | 93,6                             | 115,2                            | 1 339,3                          |
| Umidade relativa (%) | 66                               | 70                               | 75                               | 77                               | 81                               | 80                               | 80                               | 76                               | 71                               | 70                               | 67                               | 64                               | 73                               |
| Insolação (h) | 278                              | 232                              | 232                              | 201                              | 178                              | 139                              | 159                              | 178                              | 194                              | 234                              | 261                              | 273                              | 2 559                            |
| Fonte: EMBRAPA/FEPAGRO (médias: 1976-2005) e Instituto Nacional de Meteorologia (recordes de temperatura: 17/10/2007-presente) |                                  |                                  |                                  |                                  |                                  |                                  |                                  |                                  |                                  |                                  |                                  |                                  |                                  |

## Demografia
Quaraí, é uma cidade pequena do interior do Rio Grande do Sul, ainda que muito se duvide, dados do censo do IBGE dizem que sua população é estimada em 24 mil habitantes, com uma densidade demográfica de 7,5 hab./km². O Índice de Desenvolvimento Humano Municipal (IDH-M) de Quaraí (ano 2010) é de 0,704, considerado alto pelo Programa das Nações Unidas para o Desenvolvimento (PNUD). A renda per capita é de 15.383,52 reais.

### Imigrantes e migrantes
Quaraí mesmo sendo pequena, é um tanto multicultural, atualmente, a cidade conta com pequenas populações de origens étnicas italiana, portuguesa, espanhola, alemã e árabe fora de seus países respectivos.
A cidade já contava com população afrodescendente no século XIX, por causa da escravidão no país, e com a abolição dela, os antigos escravos agora homens livres, permaneceram na cidade, e outros de várias regiões da província e depois do estado se mudaram para a cidade.
Como citado acima Quaraí possui uma pequena população de origem étnica árabe, como se pode ver em seus pequenos comércios, quase todos na Avenida 7 de Setembro, e na sua região; Por terem se instalado ali, eles possuem até seu local de oração, como se pode ver no centro da cidade.

### Religião
Como em qualquer cidade do mundo, a diversidade cultural é também bem verificável em Quaraí, são diversas as manifestações religiosas presentes na cidade. Embora tenha se desenvolvido sobre uma matriz social católica, tanto devido à colonização quanto à imigração, e ainda hoje a maioria dos quaraienses declara-se católica, e é possível encontrar atualmente na cidade dezenas de denominações protestantes diferentes, assim como a prática de outras religiões como islamismo, espiritismo e religiões de matriz africana.
Abaixo as principais religiões, segundo o IBGE:
| Católica Apostólica Romana | Protestante   | Kardescismo |  |
| -------------------------- | ------------- | ----------- |  |
| 12.936 adeptos             | 5.225 adeptos | 595 adeptos |  |

Quanto a Igreja Católica, a cidade é subordinada a Diocese de Uruguaiana. A Igreja Católica reconhece como padroeiro da cidade: São João Batista.
Quanto ao protestantismo, a cidade possui os mais diversos credos protestantes ou reformados, como a Igreja Presbiteriana, a Igreja Metodista, as igrejas batistas, a Igreja Assembleia de Deus, a Igreja Adventista do Sétimo Dia, a Igreja Mundial do Poder de Deus, a Igreja Universal do Reino de Deus, a Igreja Internacional da Graça de Deus, e outras.
Na cidade existem também cristãos de várias outras denominações, tais como as Testemunhas de Jeová e os membros de A Igreja de Jesus Cristo dos Santos dos Últimos Dias (também conhecida como Igreja Mórmon) - Esta por último conta com seus missionários a levar sua doutrina pela cidade inteira.

### Indicadores socioeconômicos
Os indicadores socioeconômicos da cidade podem ser vistos até com grandes diferenças, como no centro da cidade onde se encontram os maiores investimentos, as melhores condições, as elites, etc...
Estes indicadores são dessa forma como apresentado aqui, pela história da cidade.

## Ciência política e sociologia

### Administração
Luís Teles da Silva, Marquês de Alegrete e Dom Diogo de Sousa, Conde de Rio Pardo, foram comandantes na luta contra as ações de José Gervásio Artigas e também Presidentes da Província do Rio Grande de 1807 a 1820, quando do início da distribuição de sesmaria no estado.
O atual território de Quaraí com 3 238 quilômetros quadrados foi distribuído entre 42 sesmeiros, entre eles estava João Batista de Castilhos em cujos campos ergueu-se a atual cidade de Quaraí, José da Victória Soares Andréa, que participava da Comissão de Demarcação dos limites entre Brasil e Uruguai, em visita a guarnição comandada pelo Tenente Coronel Simeão Francisco Pereira no ano de 1858, traçou a futura freguesia, que seria efetivada pela Lei n.º 442 de 15 de dezembro de 1859, quando foi nomeado o Padre Augusto Martins da Cruz Jobim por Decreto Lei do Presidente da Província de São Pedro, Conselheiro Joaquim Antão Fernandes Leão.
O Decreto nº 972 da Assembleia Legislativa Provincial sancionada pelo presidente da Província de São Pedro, bacharel José Antônio de Azevedo Castro, em 8 de abril de 1875, transformava em vila a antiga freguesia de São João Batista. É a emancipação.
O poder Legislativo é empossado em 16 de outubro de 1875, composto por sete vereadores. Com a Proclamação da República, a Vila eleva-se a categoria de cidade, o Poder Judiciário e Executivo são instalados pelos respectivos Atos nº 149 e 150 de 26 de março de 1890.

### Sociedade
A sociedade quaraiense, como muitas cidade pequenas dividem-se, em o que chamaremos aqui de "castas", as classes mais altas, tem níveis maiores de rendas, tem patamares de cultura maiores, enquanto as outras classes, inclusive as mais baixas tem propriedades menores no que já foi citado.

## Economia

### Pecuária
A economia da cidade é fortemente baseada na antiga tradição sul-rio-grandense da pecuária, com grande destaque para a criação de ovinos.

### Agricultura
Na agricultura o destaque é para o plantio de arroz, que ocupa uma área superior a 8.500 hectares, mas o comércio e a indústria já são responsáveis por uma grande parcela do PIB municipal.

### Serviços
O setor de serviços ainda é responsável pela maior parte da economia da cidade. Incluindo as mais diversas formas deste item.

### Feriados
Em Quaraí, os dias que são feriados seguem ordens maiores estabelecidas, como os feriados estaduais, e nacionais; feriados municipais são apenas 1, o aniversário da cidade, comemorado no dia 8 de abril.

## Infraestrutura

### Tecidos urbanos
Por ser uma cidade pequena Quaraí, não apresenta diversidade nos tecidos urbanos, seus bairros, apresentam nada mais nada menos, do que constância nas suas estruturas urbanas, apenas se sabe que nessa cidade a presença de casas é quase total, e a presença de prédios, é bem dizer nula, os pequenos prédios que a cidade apresenta, se encontram no centro da cidade.
Tal constância de tecidos, porém, não é tão previsível quanto o modelo genérico pode fazer imaginar. Algumas regiões centrais da cidade passaram a concentrar indigentes, tráfico de drogas, entre outras coisas, o que incentivou a criação de novas centralidades do ponto de vista socioeconômico, como se pode ver que nos bairros, ocorre diferenças. A caracterização de cada região da cidade também não passou por várias mudanças em pouco tempo para cá.

### Saúde e medicina
Quaraí, conta com um Hospital, e 4 postos de atendimento do SUS, a cidade também conta com vários médicos e enfermeiros. A medicina privada também é encontrada em Quaraí, ainda que em menor escala, que em outras cidades, e isso por fatores populacionais.

### Transporte intermunicipal
Quaraí é servido com transporte intermunicipal, através da Estação Rodoviária de Quaraí, que liga a cidade de Quaraí as demais cidades do estado do Rio Grande do Sul, e que abre caminho também para outras partes do Brasil.

### Educação
Quaraí, como qualquer cidade de pequeno porte do país, tem um sistema de ensino primário e secundário, todos públicos, e a cidade ainda conta com vários profissionais técnicos; .a cidade ainda podem se encontrar os famosos cursos técnicos de várias naturezas.

### Cultura de exposição
Quaraí é palco de vários encontros intermunicipais, que abordam vários temas, conta com um grande salão de auditório que realiza esses eventos, no centro da cidade.

### Interligação Quaraí - Artigas
A Ponte Internacional da Concórdia, mais conhecida como Ponte Quaraí - Artigas, localiza-se sobre o Rio Quaraí, e liga as cidades de Quaraí a Artigas no Uruguai. Tem 750 metros de extensão e é a ponte que detém a curva mais larga da América do Sul. O seu engenheiro foi um quaraiense, o engenheiro responsável Oswaldo Lucho e a firma construtora foi Sotagem Benites, com sede na cidade do Rio de Janeiro. No final da sua construção sua obra foi considerada uma proeza, e foi concluída em pouco tempo. A Ponte foi inaugurada pelo General Costa e Silva e o Presidente Uruguaio o Jorge Pacheco Areco. A ponte dá acesso ao interior do estado do Rio Grande do Sul, na direção de quem vem do país vizinho, dando acesso a BR-293, e ao interior do município.

## Fronteira Brasil-Uruguai
Quaraí é uma cidade brasileira que está localizada na fronteira Brasil com o Uruguai, fazendo divisa com a cidade de Artigas no Uruguai. Ambas as cidades se comunicam através da Ponte Internacional da Concórdia, construída em 1968 sobre o Rio Quaraí, sendo esta considerada a ponte com a curva mais larga da América do Sul.
As duas cidades somam uma população até considerada grande, para quem vem de cidades maiores, existindo historicamente um íntimo contato entre ambas. Essa relação se reforçou mais com a chegado dos free shops na cidade uruguaia.

### Folclore
A Salamanca do Jarau é uma lenda gaúcha, também conhecida como lenda da Teiniaguá, que conta a história de uma princesa dos mouros que se transformara em bruxa, e que teria vindo em uma urna de Salamanca, na Espanha, e acabou indo morar em uma caverna no Cerro do Jarau, em Quaraí no Rio Grande do Sul.

## Turismo

### Cerro do Jarau
A 25 km da cidade, na direção de cidade vizinha Uruguaiana, se encontra o Cerro do Jarau, com 308 metros de altura, em realidade é uma cratera de 5,5 quilômetros formado provavelmente por um meteorito que caiu ali, há cerca de 120 milhões de anos, também é desse lugar de mistério, desertidão, e sublimidade, que se originou a lenda da Salamanca do Jarau, mito do folclore brasileiro.

### Butiazal
O Butiazal é uma área desértica do Areal, limitada pelos arroios Quatepe e Salsal, e que possui aproximadamente 25 quilômetros de extensão, onde vivem pequenos produtores rurais.

### Ruínas do Saladeiro
As Ruínas do Saladeiro são o que restou dos saladeiros de Quaraí, local onde era produzido o charque que posteriormente era exportado diretamente para Cuba, Itália e Reino Unido. Quaraí contou com dois saladeiros, o primeiro foi o “Novo Quaraí”, implantado em 1894, por uma firma anglo-uruguaia denominada Dicki son Hermanos, no local onde atualmente é parte da Cabanha Branca. Este estabelecimento contava com seis seções: Manipulação de graxa, usina elétrica e ferraria, tornearia, galpões de secagem, depósito de carnes elaboradas e depósito de charque.
Em 1907, foi criado o São Carlos, segundo saladeiro do Quaraí, localizado entre a Picada do Perau e a Pedra Moura, pela firma Reverbel e Mendive, e em 1908, mais precisamente dia 22 de abril, ocorreu a inauguração do cabo aéreo que colocava a margem direita do Rio Quaraí em comunicação com a margem esquerda, projetado e construída pelo engenheiro inglês Henrique Holidja, facilitando o embarque do charque e seus produtos. Vinte anos depois da criação do Saladeiro São Carlos a lei federal de desnacionalização do charque, que proibia o trânsito do charque, que era levado aos portos brasileiros através do porto de Montevidéo, onerou o charque fazendo com que ficasse fora do mercado nacional, que era o maior consumidor. O Saladeiro São Carlos termina pedindo concordata ao Banco Nacional do Comércio em 1928.